# Olimpiadano
L'olimpiadano è un composto formato da 5 macrocicli meccanicamente concatenati in modo da somigliare agli anelli olimpici. La molecola rappresenta un [5]catenano lineare. Fu sintetizzato da Stoddart e colleghi nel 1994. La molecola fu progettata senza alcuno scopo di utilizzo pratico, sebbene altri catenani possono essere utilizzati nella costruzione di computer molecolari.